# Günter Werno
Günter Werno , född 1965 i Neunkirchen,  Saarland, är keyboardist i det tyska progressive metalbandet Vanden Plas från Kaiserslautern. Han har också varit regissör i musikalerna Abydos och Rocky Horror Picture Show.
Werno har även spelat med Michael Kiske i projektet "Place Vendome".